# Biblion
Biblion je české nakladatelství, které se specializuje na vydávání duchovní literatury, ale i dalších titulů s duchovním a humanitním přesahem.
Všechno začalo tím, když se roku 1994 pastor a biblista Alexandr Flek pustil do překladu Bible pro současnost, z čehož po původním nápadu revize Bible kralické vznikla do roku 2009 Bible21. Právě za tímto účelem vzniklo nakladatelství Biblion. Bible21 se doposud prodalo přes 150 000 výtisků.
Nakladatelství dále rozšířilo své portfolium o další kvalitní duchovní literaturu, většinou v úpravě či překladu pro postmoderního člověka. Vyšly tak listy Jana Husa, knihy o duchovním zázemí Karla Čapka a jiné.